# أرماند تراوري
أرماند تراوري (بالفرنسية: Armand Traoré)‏ (مواليد 8 أكتوبر 1989 في باريس) لاعب كرة قدم فرنسي من أصل سنغالي لاعب آرسنال الأنجليزي واعير في موسم 2008 - 2009 إلى نادي بورتسموث الإنجليزي وعاد بعدها إلى ارسنال وانتقل في موسم 2010 - 2011 إلى يوفنتوس الإيطالي. وهو مسلم.

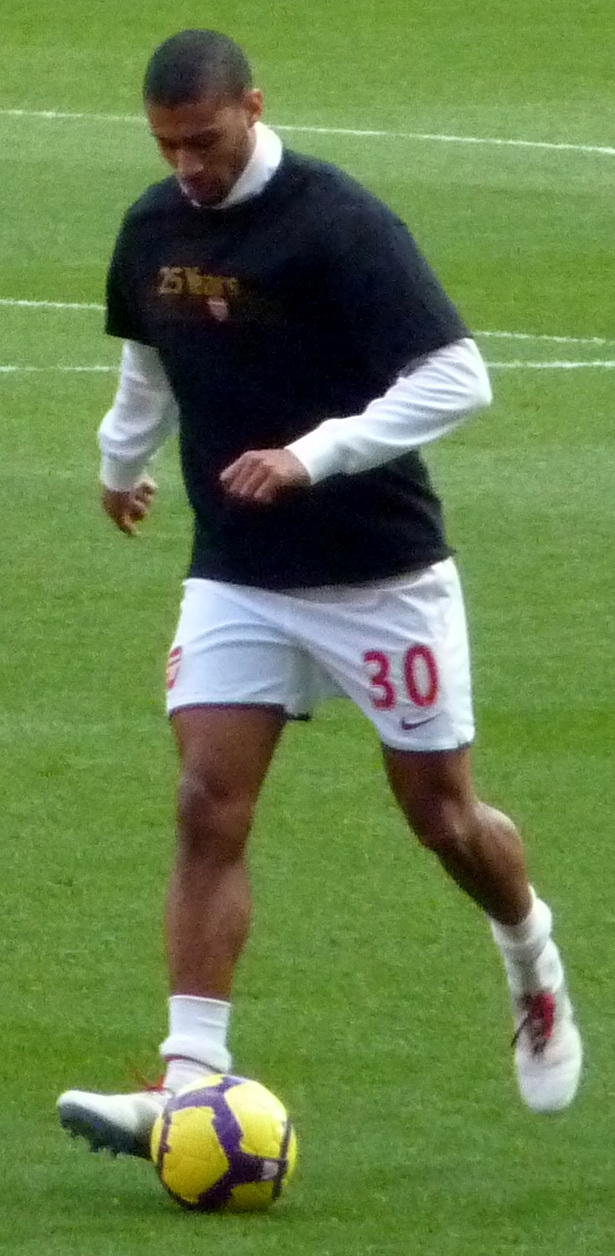
أرماند تراوري

## روابط خارجية
- أرماند تراوري على موقع اتحاد تركيا (لاعب) (الإنجليزية)
- أرماند تراوري على موقع إي إس بي إن إف سي (الإنجليزية)
- أرماند تراوري على موقع قاعدة بيانات كرة القدم.إي يو (الإنجليزية)
- أرماند تراوري على موقع بيانات كرة القدم. دي إي (الألمانية)
- أرماند تراوري على موقع ناشيونال فوتبول تيمز (الإنجليزية)
- أرماند تراوري على موقع Soccerbase.com (لاعب) (الإنجليزية)
- أرماند تراوري على موقع Soccerway.com (الإنجليزية)
- أرماند تراوري على موقع عالم كرة القدم.نت (الإنجليزية)
- أرماند تراوري على موقع AS.com (الإسبانية)